# West of Scotland Championships 2008
Die West of Scotland Championships 2008 im Badminton fanden vom 18. bis zum 19. Oktober 2008 statt.

## Sieger und Platzierte
| Disziplin    | Gold                          | Silber                        | Bronze                          |
| ------------ | ----------------------------- | ----------------------------- | ------------------------------- |
| Herreneinzel | Kierin Merrilees              | Kenneth Young                 | Jacob van den Berg              |
| Herreneinzel | Kierin Merrilees              | Kenneth Young                 | Calum Menzies                   |
| Dameneinzel  | Catriona Lawlor               | Viktoria Tsvetanova           | Frances Heslop                  |
| Dameneinzel  | Catriona Lawlor               | Viktoria Tsvetanova           | Gail Busby                      |
| Herrendoppel | David Gilmour Craig Robertson | Jamie Neill Kenneth Young     | Stewart Kerr Keith Turnbull     |
| Herrendoppel | David Gilmour Craig Robertson | Jamie Neill Kenneth Young     | Peter Hockey Duncan Leith       |
| Damendoppel  | Frances Heslop Alison Marr    | Lindsay Campbell Victoria Wan | Catriona Lawlor Kaity Hall      |
| Damendoppel  | Frances Heslop Alison Marr    | Lindsay Campbell Victoria Wan | Kirsten Geals Eilidh Ballantyne |
| Mixed        | Colin Hill Alison Laing       | Stewart Kerr Lynne Kerr       | Keith Turnbull Helen McCombe    |
| Mixed        | Colin Hill Alison Laing       | Stewart Kerr Lynne Kerr       | Paul Hume Aileen Travers        |